# Hillsboro 150 1967
Hillsboro 150 1967 var ett stockcarlopp ingående i Nascar Grand National Series (nuvarande Nascar Cup Series) som kördes 17 september 1967 på den 0,9 mile (1,448 km) långa ovalbanan Orange Speedway i Hillsborough i North Carolina. Totalt avverkades 150,3 miles (241,884 km) fördelat på 167 varv. Banunderlaget var dirt. Loppet vanns av Richard Petty i en Plymouth på tiden 1:50.33 körande för Petty Enterprises. Pettys snitthastighet uppgick till 81,574 mph. Det var Pettys 73:e vinst av totalt 200 i karriären. Prispotten uppgick till 6 600 dollar, varav 1 500 dollar gick till segraren.

## Resultat
| Plc     | Nr | Förare          | Team/ bilägare           | Konstruktör | Start | Varv | Ledda varv |
| ------- | -- | --------------- | ------------------------ | ----------- | ----- | ---- | ---------- |
| 1       | 43 | Richard Petty   | Petty Enterprises        | Plymouth    | 1     | 167  | 88         |
| 2       | 29 | Dick Hutcherson | Bondy Long               | Ford        | 2     | 167  | 68         |
| 3       | 6  | Buddy Baker     | Owens Racing             | Dodge       | 3     | 165  | 0          |
| 4       | 48 | James Hylton    | Bud Hartje               | Dodge       | 5     | 164  | 0          |
| 5       | 49 | G.C. Spencer    | GC Spencer Racing        | Plymouth    | 6     | 164  | 0          |
| 6       | 64 | Elmo Langley    | Langley-Woodfield Racing | Ford        | 7     | 161  | 0          |
| 7       | 2  | Bobby Allison   | J.D. Bracken             | Chevrolet   | 4     | 160  | 0          |
| 8       | 02 | Bob Cooper      | Bob Cooper               | Chevrolet   | 12    | 153  | 0          |
| 9       | 4  | John Sears      | DeWitt Racing            | Ford        | 8     | 153  | 0          |
| 10      | 20 | Clyde Lynn      | Negre Racing             | Ford        | 13    | 152  | 0          |
| 11      | 19 | E.J. Trivette   | Roy Dutton               | Ford        | 17    | 149  | 0          |
| 12      | 83 | G.T. Nolan      | Allen McMillion          | Pontiac     | 28    | 144  | 0          |
| 13      | 25 | Jabe Thomas     | Robertson Racing         | Ford        | 15    | 143  | 0          |
| 14      | 75 | Frog Fagan      | Bob Gilreath             | Ford        | 23    | 133  | 0          |
| 15      | 88 | Doug Cooper     | Buck Baker Racing        | Oldsmobile  | 14    | 100  | 0          |
| 16      | 55 | Tiny Lund       | Lyle Stelter             | Ford        | 9     | 83   | 11         |
| 17      | 57 | George Poulos   | George Poulos            | Plymouth    | 19    | 79   | 0          |
| 18      | 12 | Johnny Steele   | Johnny Steele            | Ford        | 20    | 70   | 0          |
| 19      | 38 | Wayne Smith     | Archie Smith             | Chevrolet   | 18    | 68   | 0          |
| 20      | 9  | Roy Tyner       | Truett Rodgers           | Chevrolet   | 24    | 64   | 0          |
| 21      | 45 | Bill Seifert    | Seifert Racing           | Ford        | 26    | 60   | 0          |
| 22      | 97 | Henley Gray     | Gray Racing              | Ford        | 22    | 52   | 0          |
| 23      | 8  | Ed Negre        | Negre Racing             | Ford        | 25    | 36   | 0          |
| 24      | 01 | Paul Dean Holt  | Dennis Holt              | Ford        | 16    | 33   | 0          |
| 25      | 76 | Earl Brooks     | Don Culpepper            | Ford        | 11    | 33   | 0          |
| 26      | 31 | Bill Ervin      | Ralph Murphy             | Ford        | 21    | 32   | 0          |
| 27      | 34 | Wendell Scott   | Scott Racing             | Ford        | 27    | 28   | 0          |
| 28      | 30 | Jack Harden     | Jack Harden              | Ford        | 10    | 11   | 0          |
| Källor: |    |                 |                          |             |       |      |            |